# Edelweisspiraten

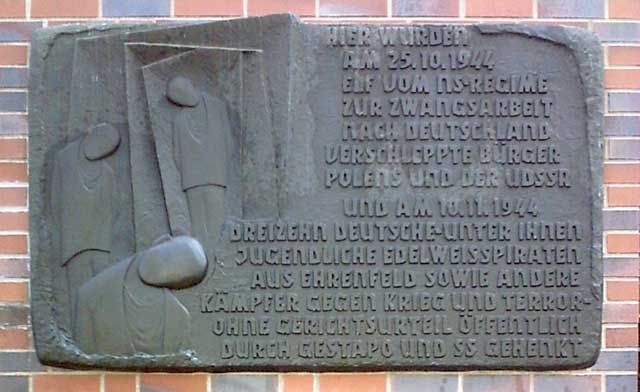
Tablica upamiętniająca ofiary represji nazistowskich

Edelweisspiraten, Edelweißpiraten (niem. Szarotkowi Piraci) – luźna subkultura w nazistowskich Niemczech. Grupowała chłopców i dziewczęta w wieku 14-17 lat, którzy uniknęli członkostwa w Hitlerjugend i Bund Deutscher Mädel dzięki opuszczeniu szkoły, co było możliwe po osiągnięciu 14. roku życia, a jednocześnie byli zbyt młodzi, by zostać powołanym do Wehrmachtu. W przeciwieństwie do oficjalnych, pronazistowskich organizacji młodzieżowych Piraci nie ograniczali swobody wyrażania poglądów i potrzeb swoich członków włącznie z dopuszczaniem do kontaktów seksualnych między chłopcami a dziewczętami uczestniczącymi w tej koedukacyjnej organizacji.
Piraci często odwoływali się do symboliki i tradycji rozwiązanej przez hitlerowców Niemieckiego Ruchu Młodzieży (niem. Die deutsche Jugendbewegung), śpiewali jego piosenki, zapożyczyli styl ubierania i używali charakterystycznych namiotów Kohte.

## Historia
Pierwsze grupy Piratów powstawały w zachodnich Niemczech pod koniec lat 30. Poszczególne grupy były blisko powiązane z różnymi regionami, lecz identyfikowały się przez charakterystyczny styl ubierania się i noszoną odznakę przedstawiającą szarotkę oraz swoją niechęć do paramilitarnego charakteru Hitlerjugend. Lokalne grupy obejmowały m.in. „Nawahów” w Kolonii, „Kittelbachpiraten” w Düsseldorfie i Oberhausen i „Wędrujących kolesi” w Essen.
Podczas wojny Piraci pomagali dezerterom, a także zbierając i kolportując ulotki propagandowe zrzucane z alianckich samolotów. Często dochodziło do starć z członkami Hitlerjugend. Obie, zantagonizowane organizacje, urządzały na siebie wzajemnie polowania i zasadzki.
Protestując przeciwko ograniczeniom w wolności przemieszczania się Piraci często podróżowali i organizowali niezależne obozy i kempingi.

### Reakcja nazistów
Uczestnicy organizacji byli chwytani przez Gestapo, a następnie wypuszczani z ogolonymi głowami, co miało spowodować u nich poczucie wstydu. Okazjonalnie niektórzy Piraci wysyłani byli do obozów koncentracyjnych. 25 października 1944 roku Heinrich Himmler nakazał stosowanie surowych represji wobec uczestników subkultury i 10 listopada tegoż roku trzynastu liderów „Grupy Ehrenfeld” zostało publicznie powieszonych w Kolonii. Jednak rządowe represje nie złamały ducha organizacji, która wciąż odrzucała nazistowskie normy społeczne.

### Po wojnie

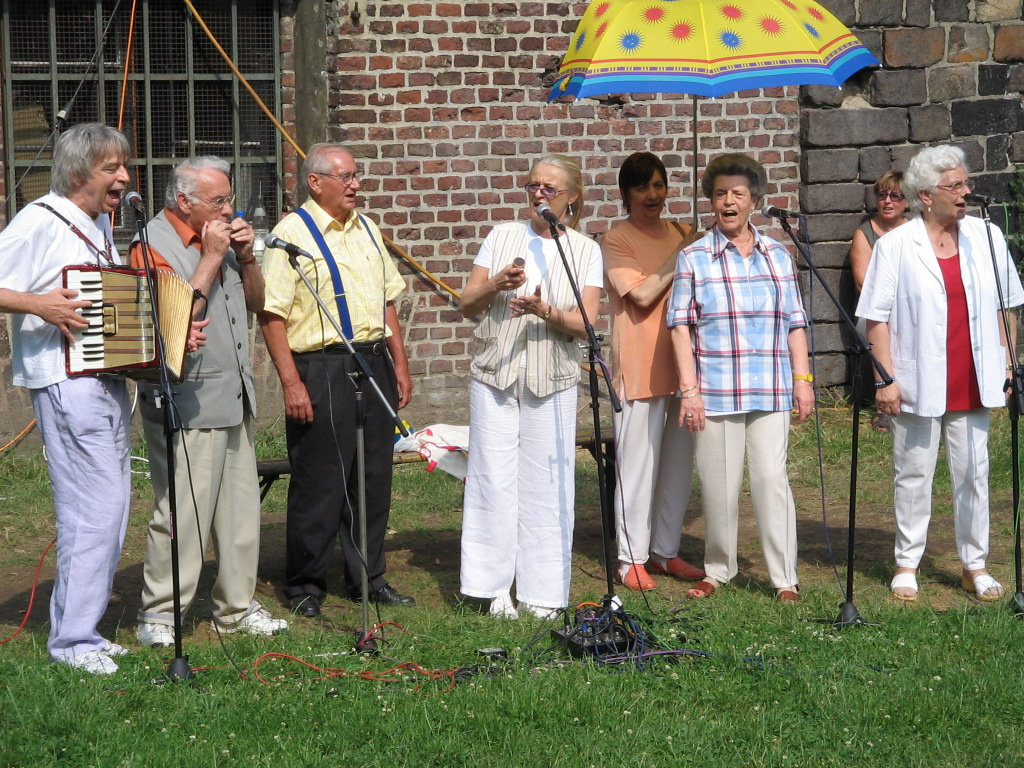
Edelweißpiratenfestival w 2005 roku

W przeciwieństwie do oczekiwań Aliantów Piraci nie byli proamerykańscy, czy probrytyjscy. Na początku okupacji Niemiec szukali porozumienia z władzami okupacyjnymi, by interweniować w sprawach swych towarzyszy, a nawet zgłaszali się ochotniczo do pełnienia służby patrolowej, jak np. w Wuppertalu. Byli traktowani poważnie przez różne grupy. Na przykład pierwszy znany pamflet Komunistycznej Partii Niemiec z lipca 1945 był skierowany do członków kontrkultury.
Część uczestników ruchu działała w organizacjach takich jak Młodzież antyfaszystowska lub Wolna Młodzież Niemiecka, większość jednak odwróciła się plecami, gdy tylko zorientowała się, że próbuje się im narzucić nową ideologię. Niechęć do innych, ponownie legalnych organizacji młodzieżowych doprowadziła do sytuacji, w której Piraci znów stali się wyrzutkami społecznymi i popadli w niełaski aliantów.
Choć Piraci aktywnie pomagali osobom ukrywającym się przed nazistami i sabotowali polecenia centralnej i lokalnej administracji, nie zostali uznani za część ruchu oporu. Stało się tak, gdyż ich dawni towarzysze z Niemieckiego Ruchu Młodzieży patrzyli na nich z pogardą z powodu ich „proletariackich” korzeni i „kryminalnej” aktywności. Rodziny uczestników ruchu zabitych przez nazistów nie otrzymały z tego powodu odszkodowań.

## Edelweiss Piraten w kulturze
W 2004 roku powstał film niemieckiego reżysera Niko von Glasowa „Edelweiss Pirates” przedstawiający historię jednej z grup Piratów w Kolonii.
Od 1998 roku istnieje w Olsztynie grupa muzyczna Edelweiss Piraten grająca crust punk, zespół wykonuje piosenki o wymowie antyfaszystowskiej.